# Brevipalpus chamaedorea
Brevipalpus chamaedorea är en spindeldjursart som beskrevs av Baker, Tuttle och Abbatiello 1975. Brevipalpus chamaedorea ingår i släktet Brevipalpus och familjen Tenuipalpidae. Inga underarter finns listade.